# Comuna Klepaci, Horol
Klepaci (în ucraineană Клепачі) este o comună în raionul Horol, regiunea Poltava, Ucraina, formată din satele Ivașcenkî, Klepaci (reședința) și Verhunî.

## Demografie
Componența lingvistică a comunei Klepaci
     Ucraineană (97,44%)
     Rusă (2,5%)
Conform recensământului din 2001, majoritatea populației comunei Klepaci era vorbitoare de ucraineană (97,44%), existând în minoritate și vorbitori de rusă (2,5%).